# Programme de Berlin
Le Programme de Berlin (Berliner Programm) est le programme qui a servi de ligne politique au SPD de 1989 à 2007 après le programme de Bad Godesberg de 1959. Modifié en 1998 lors du congrès de Leipzig, il est remplacé en 2007 par le programme de Hambourg. 
Le programme de Berlin passe pour post-matérialiste et écologique. Il est inspiré par les nouveaux mouvements sociaux des années 1980. 

## Source
- (de) Cet article est partiellement ou en totalité issu de l’article de Wikipédia en allemand intitulé « Berliner Programm » (voir la liste des auteurs).